# 光の言葉
「光の言葉」（ひかりのことば） は、神聖かまってちゃんの楽曲。2017年4月1日に各種音楽配信サービスにてポニーキャニオンよりリリースされた。また、また、同年5月24日に発売された両A面シングル『夕暮れの鳥/光の言葉』にも収録された。

## 概要
- 2017年4月1日に発表されたレンタル移籍の影響で、本曲と「夕暮れの鳥」のシングルは、配信・両A面ともポニーキャニオンからリリースされている[2]。
- テレビアニメ『進撃の巨人 Season 2』のタイアップを受けた際に、「夕暮れの鳥」とほぼ同時期に製作された。主題歌には「夕暮れの鳥」が使用された。
- 本曲はAbemaTV『AbemaPrime』5月度エンディングテーマに使用された。

## ミュージックビデオ
- 2017年4月8日に、ポニーキャニオンのYouTubeチャンネルに、ミュージックビデオが公開された[3]。4人の女子高生が、暗がりから光を目指して走り続ける映像となっている[2]。女子高生を演じたのは、当時新人女優だったりりか、紅甘、戸畑心、希代彩である[4]。
- 2021年8月13日、ボーカルのの子によるデモ音源での自主制作ミュージックビデオがYouTubeの大島亮介チャンネルにて公開された[5]。

## 配信シングル
2014年に配信リリースされた『ロボットノ夜』から、約3年ぶりの配信リリースとなる。翌4月2日には、『夕暮れの鳥』の「TV size」版も配信リリースされた。

### 収録内容（配信）
| #         | タイトル     | 作詞・作曲 | 編曲               | 時間 |
| --------- | ------------ | ---------- | ------------------ | ---- |
| 1.        | 「光の言葉」 | の子       | 神聖かまってちゃん | 5:47 |
| 合計時間: | 合計時間:    | 合計時間:  | 合計時間:          | 5:47 |

## 夕暮れの鳥/光の言葉
『夕暮れの鳥/光の言葉』（ゆうぐれのとり / ひかりのことば）は、2017年5月24日にポニーキャニオンから発売された。

### 収録曲（夕暮れの鳥/光の言葉）
1. 夕暮れの鳥
テレビアニメ『進撃の巨人 Season 2』エンディングテーマ。
2. 光の言葉
3. 男はロマンだぜ！たけだ君っ (2017新録音ver.)
3枚目のアルバム『みんな死ね』収録曲の新録音バージョン。諫山創（漫画『進撃の巨人』作者）はこの曲を、『進撃の巨人』の主人公であるエレン・イェーガーのイメージソングであるとブログ・インタビューなどで語っている[6]。
4. コンクリートの向こう側へ (2017 最新リマスター)
5枚目のアルバム『楽しいね』収録曲のリマスター版。諫山はエンディングテーマのイメージを、の子に伝える際にこの曲を挙げている。